# Bo Wennström
Bo Walter Wennström, född 27 december 1954 i Nordingrå, är en svensk professor i rättsvetenskap vid Uppsala universitet.
Bo Wennström, som är son till Arne Wennström, växte upp i Umeå och flyttade till Uppsala 1973. Han tog juristexamen vid Uppsala universitet 1980. Han disputerade i juridik 1994 och har därefter varit verksam vid juridiska fakulteten vid Uppsala universitet. 2009 blev Wennström professor i rättsvetenskap och sedan 2018 är han professor emeritus. Han tog initiativ till Centrum för polisforskning vid Uppsala universitet, som han var föreståndare för mellan 2009 och 2013.
Wennström är aktiv i samhällsdebatten i frågor som rör polis och rättsväsende. Han har skrivit artiklar som är kritikiska till den nya polisorganisation som implementeras 1 januari 2015.
År 2006 grundade Wennström tillsammans med Mikael Persson företaget Academicum AB som är ett avknoppningsbolag från Uppsala universitet och har målsättningen att fungera som en bro mellan universitet och arbetsliv. Wennström är styrelseordförande för företaget. 
Efter juristexamen 1980 arbetade Wennström med teater i många år. Han har skrivit en rad pjäser bland annat Morbror Ruben (1989), Min hemliga trädgård (1991) och Herberts hemligheter (1993) tillsammans med Ronald Brandel. Pjäserna har satts upp på Panikteatern i Uppsala, där Wennström är ordförande. Han har också skrivit ett antal romaner.